# Pierre Bouguer

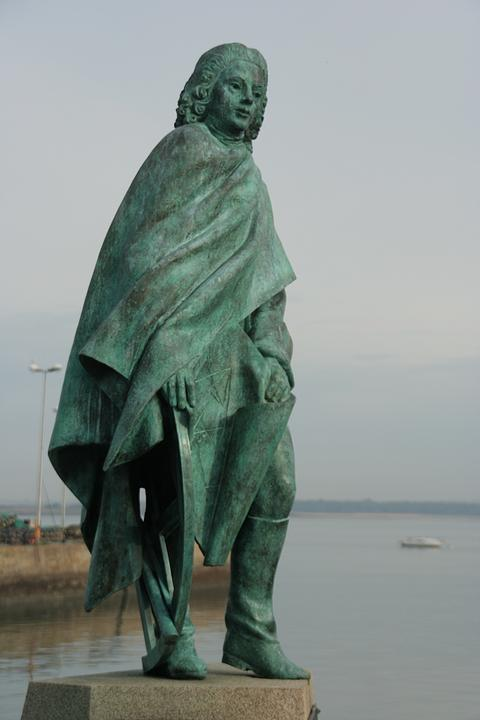
Estàtua de Pierre Bouguer al port de la seva vila natal, le Croisic

Pierre Bouguer   (Le Croisic, 16 de febrer de 1698 - París, 15 d'agost de 1758) va ser un físic, matemàtic, astrònom i meteoròleg francès del segle xviii considerat el pare de la fotometria.

## Vida
Bouguer era fill de Jean Bouguer, un navegant que havia perdut una cama en una batalla i era professor de l'Escola d'Hidrografia de Le Croisic i que havia publicat un tractat de navegació. El 1714, en morir el seu pare, Bouguer va oferir-se per substituir-lo, tot i que ell estava estudiant al col·legi jesuïta de Vannes. Va superar l'examen i es va convertir en mestre d'hidrografia reial amb només disset anys.
En els anys següents, va rebre en tres ocasions el Gran Premi de l'Acadèmie Royale des Sciences per treballs d'astronomia i de construcció d'instruments òptics i de navegació. L'any 1730, va ser traslladat a Le Havre, aleshores el més important port francès del canal. El seu germà Jran el va substituir en el seu lloc a Le Croisic.
El 1731, encara vivint a Le Havre, és escollit geòmetra associat de l'Acadèmie i poc després, el 1735, n'esdevindrà membre de ple dret.
El 1735, s'embarca a La Rochelle en l'expedició al Perú per determinar la mesura d'un grau equatorial, dirigida per Louis Godin i en la qual també participaren Charles-Marie de la Condamine, Jorge Juan, Antonio de Ulloa i el naturalista Antoine de Jussieu. Aquesta expedició va decantar definitivament les opinions sobre la forma i la mida de la Terra en favor dels newtonians i en contra de les tesis mantingudes per Jacques Cassini.
En acabar l'expedició, el 1744, i retornat a França, Bouguer ja és una acadèmic de gran notorietat. El 1749, el ministre de la Marina el nomena per al càrrec de secretari pel perfeccionament de la Marina, en què treballarà fins a la seva mort.

## Obra
L'obra escrita de Bouguer és extensa. Potser la part més voluminosa siguin els seus tractats de navegació i de construcció naval.
Ja el 1728 havia escrit un tractat sobre el tema, De la mâture des vaisseaux, que li va servir per a obtenir el seu primer premi de l'Acadèmie.} Però els llibres més rellevants sobre aquest tema seran posteriors a l'expedició al Perú: 

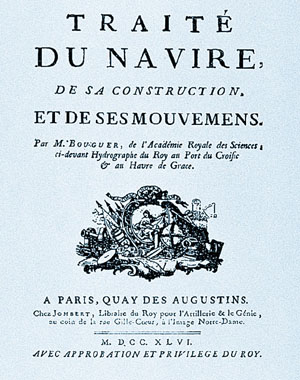
Primera edició del Traité du Nevire (1746).

- 1746, Traité du navire, de sa construction et de ses mouvements, que li va valer el sobrenom de "pare de l'arquitectura naval".
- 1753, Nouveau traité de navigation contenant la théorie et la pratique du pilotage.
- 1757, De la manoeuvre des vaisseaux, ou traité de méchanique et de dynamique.

Un dels conceptes que va introduir en les seves obres de navegació va ser el de metacentre, un punt teòric situat per sobre del pla de flotabilitat, però que té un paper important en l'estabilitat del vaixell i que s'ha de trobar per sota del centre de gravetat del vaixell. Amb certs matisos, és un concepte semblant al que avui s'anomena centre de carena. L'aproximació de Bouguer a la matèria és de gran originalitat: parteix de l'objecte físic, el vaixell, per convertir-lo en equacions i aplicar-li el càlcul diferencial i integral per resoldre tots els problemes hidroestàtics.
Això no obstant, la seva obra més original és en el camp de l'òptica. Bouguer s'interessa per un aspecte de l'òptica que mai abans havia estat abordat: la mesura de la intensitat de la llum. Ja ho planteja en una de les seves primeres obres: Essai d'optique sur la gradation de la lumière (París, 1729), però la seva expressió més detallada es publicarà en el seu Traité d'optique sur la gradation de la lumière, editat de manera pòstuma el 1760 a cura de l'abbé La Caille.
Fruit de l'expedició a l'equador, també escriurà diverses obres d'astronomia (teòrica i observacional), de geodèsia i, fins i tot, de geofísica, en plantejar el 1746 l'anomenada anomalia de Bouguer.